# Look See Tree
Le Look See Tree est un arbre remarquable servant de tour de guet dans le comté de Drew, en Arkansas, dans le sud des États-Unis. Il est inscrit au Registre national des lieux historiques depuis le 23 janvier 2008.